# Rudulph Evans
Pour les articles homonymes, voir Evans.
Rudulph Evans, né à Washington D.C. le 1er février 1878 et mort à Arlington le 16 janvier 1960, est un sculpteur américain.

## Biographie
Il grandit à Front Royal puis fait ses études à la Corcoran School of Art (en) comme élève d'Edith Ogden Heidel (en) puis en France aux Beaux-Arts de Paris où il est élève d'Auguste Rodin, Alexandre Falguière et d'Augustus Saint-Gaudens.
Il revient aux États-Unis en 1900 et à un atelier à New York. Il obtient en 1914 une médaille de bronze au Salon des artistes français dont il est membre.
Il est élu comme membre associé à l'Académie américaine des beaux-arts en 1918 puis académicien en 1929. En 1949, il s'installe à Washington où on lui doit des statues de diverses personnalités comme Thomas Jefferson, Julius Sterling Morton, William Jennings Bryan ou, entre autres, Robert Lee. 

## Galerie

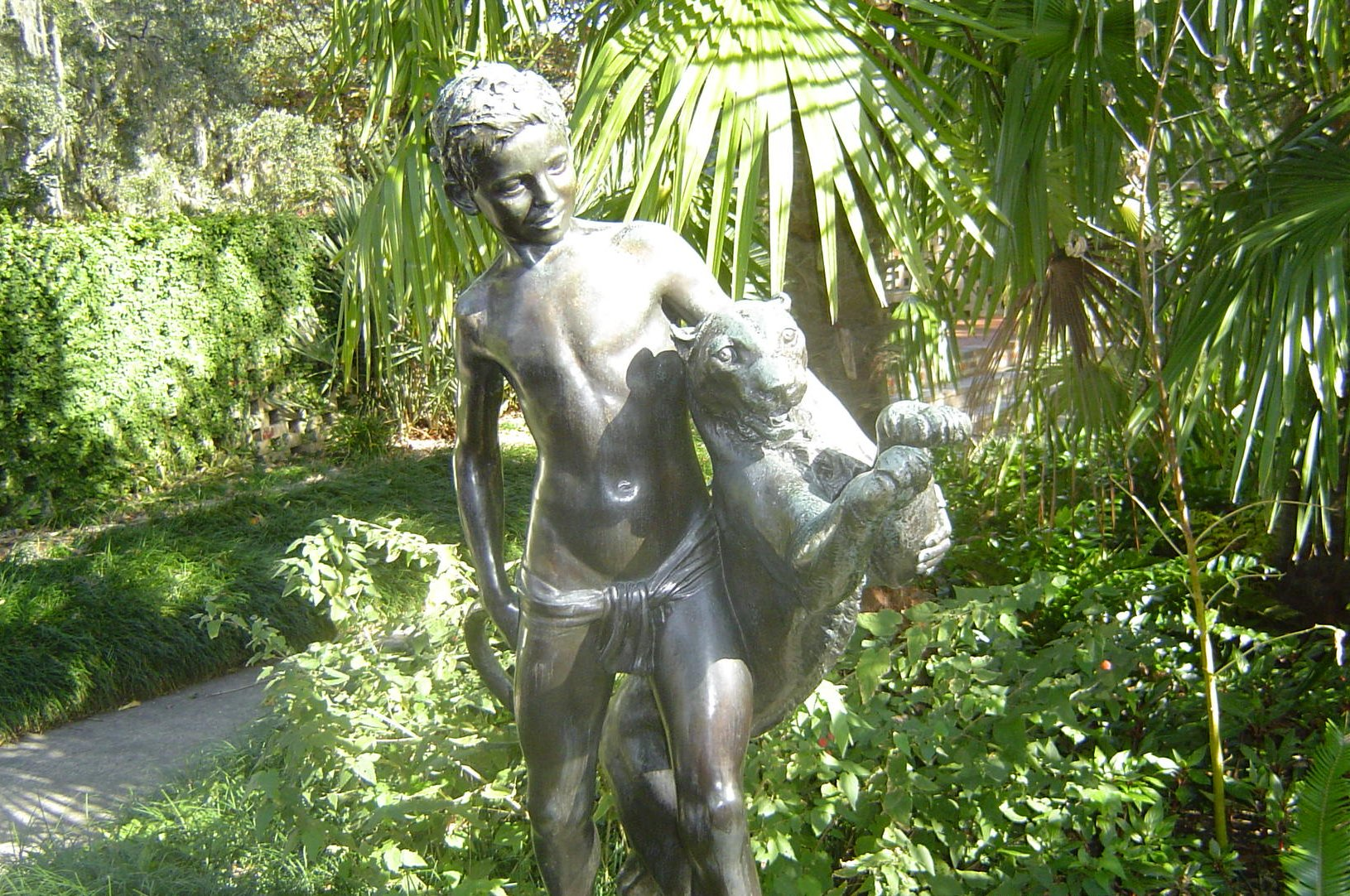
Boy and Panther basé sur le personnage de Mowgli de Rudyard Kipling, Brookgreen Gardens (en), Caroline du Sud
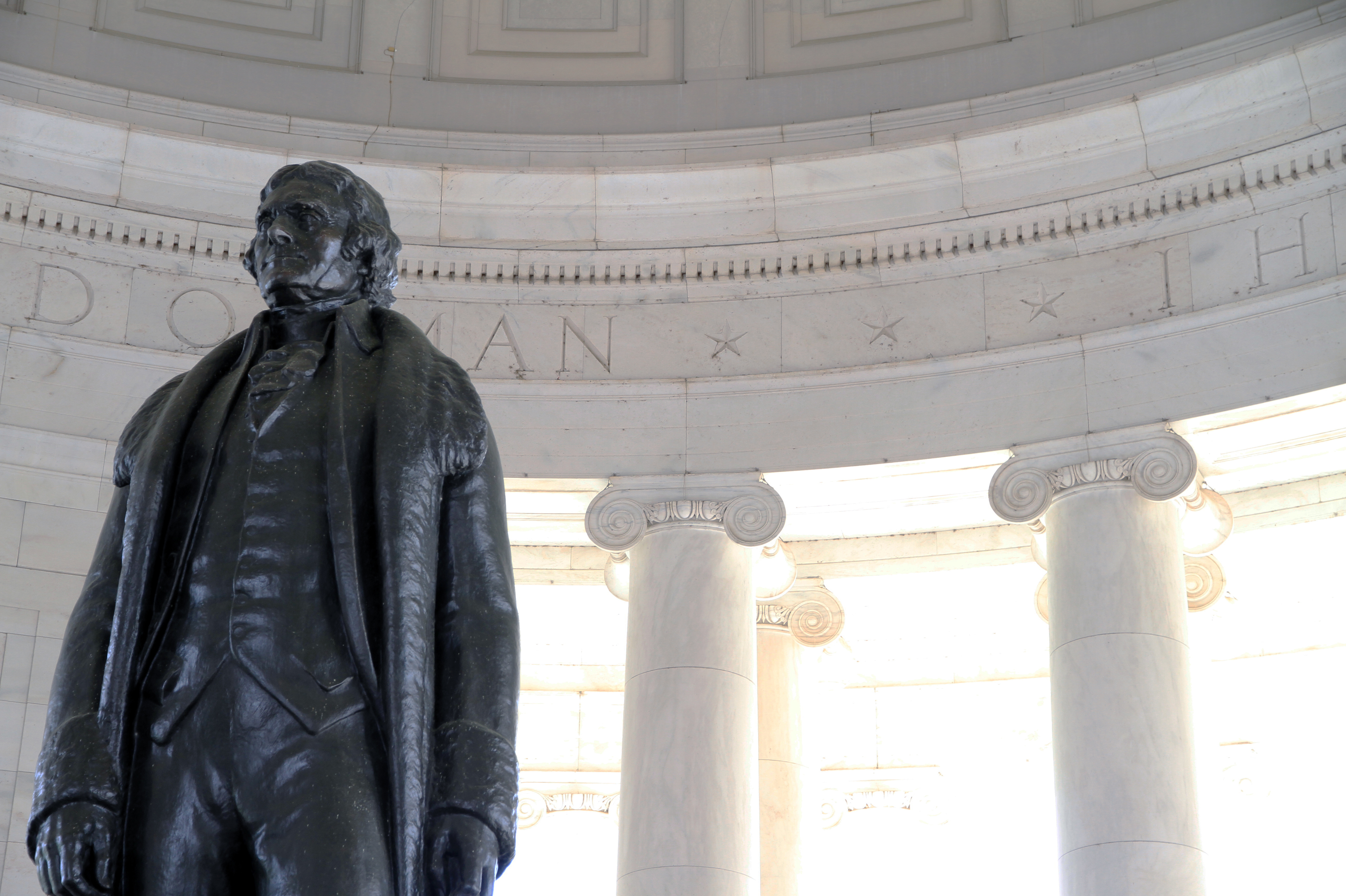
Statue de Thomas Jefferson, Jefferson Memorial, Washington, D.C. (1947)
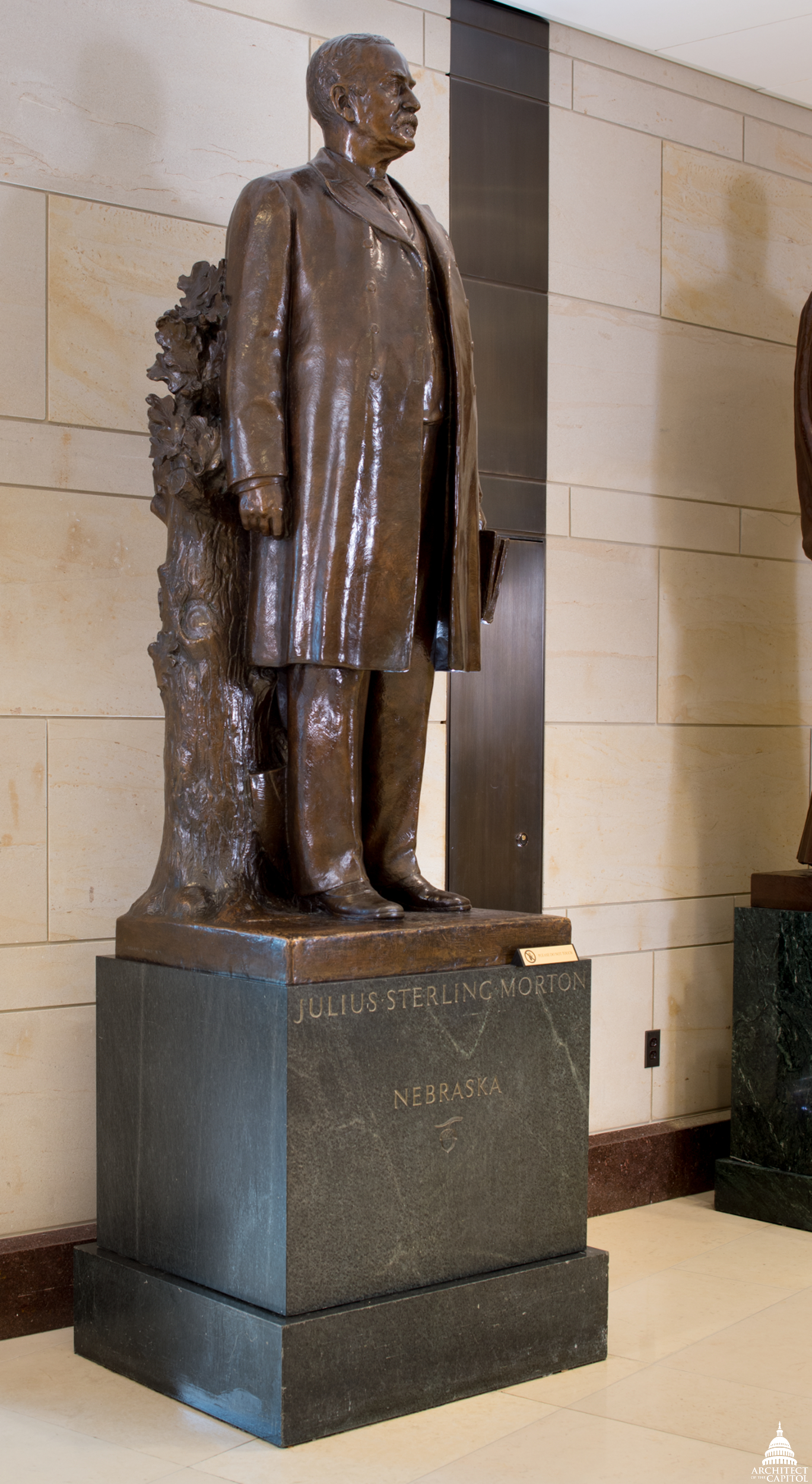
Julius Sterling Morton (1937)
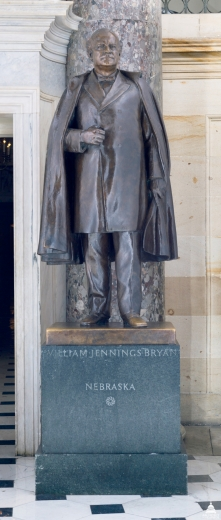
William Jennings Bryan (1937)